# Osvino José Both
Osvino José Both (Três Arroios, 28 april 1938) is een Braziliaans geestelijke en een aartsbisschop van de Rooms-Katholieke Kerk.
Osvino José Both werd op 22 april 1967 tot priester gewijd. Op 26 juni 1990 werd hij benoemd tot hulpbisschop van Porto Alegre en titulair bisschop van Cluentum; zijn bisschopswijding vond plaats op 2 september 1990.
Op 22 november 1995 werd Both benoemd tot bisschop van Novo Hamburgo. Benedictus XVI promoveerde hem op 7 juni 2006 tot militair aartsbisschop van Brazilië. Op 6 augustus 2014 ging hij met emeritaat. 